# (100274) 1994 WU5
(100274) 1994 WU5 es un asteroide perteneciente al cinturón de asteroides, descubierto el 28 de noviembre de 1994 por el equipo del Spacewatch desde el Observatorio Nacional de Kitt Peak, Arizona, Estados Unidos.

## Designación y nombre
Designado provisionalmente como 1994 WU5.

## Características orbitales
1994 WU5 está situado a una distancia media del Sol de 2,481 ua, pudiendo alejarse hasta 2,706 ua y acercarse hasta 2,257 ua. Su excentricidad es 0,090 y la inclinación orbital 2,590 grados. Emplea 1428 días en completar una órbita alrededor del Sol.

## Características físicas
La magnitud absoluta de 1994 WU5 es 17.